# سرزمین فراموش‌شده
سرزمین فراموش‌شده (به انگلیسی: Land of Oblivion) فیلمی محصول سال ۲۰۱۱ و به کارگردانی مایکل بوگانیم است. در این فیلم بازیگرانی همچون اولگا کوریلنکو، آندژی خیرا و ایلیا لوسیوف ایفای نقش کرده‌اند.